# 470er-Segel-Europameisterschaft 1996
Die 470er-Segel-Europameisterschaft 1996 fand im Juni 1996 statt. Sie wurde vor Hayling Island ausgetragen.
Es wurde in der 470er-Bootsklasse sowohl eine Damen- als auch eine Herren-Konkurrenz ausgefahren, bei der bei den Männern die Russen Berezkin/Burmatnow und bei den Frauen die Ukrainerinnen Taran/Paholtschik nach jeweils zwölf Wettfahrten den Europameistertitel gewannen.

## Ergebnisse
Im Einzelnen wurden folgende Ergebnisse erzielt:

### Männer
| Platz | Land | Sportler                             | Punkte |
| ----- | ---- | ------------------------------------ | ------ |
| 1     | RUS  | Dimitry Berezkin / Jewgeni Burmatnow | 53,50  |
| 2     | POR  | Hugo Rocha / Nuno Barreto            | 66,25  |
| 3     | GBR  | John Merricks / Ian Walker           | 74     |
| -     | -    | -                                    | -      |
| 17    | GER  | Michael Koch / Stefan Theuerkauf     | 156,75 |
| 24    | GER  | Ronald Rensch / Torsten Haverland    | 175    |

### Frauen
| Platz | Land | Sportler                            | Punkte |
| ----- | ---- | ----------------------------------- | ------ |
| 1     | UKR  | Ruslana Taran / Jelena Paholtschik  | 55,50  |
| 2     | AUS  | Jenny Lidgett / Addy Bucek          | 59,75  |
| 3     | GER  | Susanne Bauckholt / Katrin Adlkofer | 60,75  |
| 4     | GER  | Bahr/Pinnow                         | 63     |
| -     | -    | -                                   | -      |
| 8     | GER  | Koch/Leu                            | 101    |
| 15    | GER  | Peters/Rohatzsch                    | 138    |

## Quelle
- Ergebnisse in der Sport Bild vom 19. Juni 1996, S. 71